# Colline Novaresi (Wein)
Colline Novaresi bezeichnet mehrere Weine aus dem gleichnamigen italienischen Weinbaugebiet in der Provinz Novara im Piemont. Bis zum Jahr 1994 gab es benachteiligte Winzer, die in der Nachbarschaft der bekannten Rotweinregionen Ghemme, Sizzano, Boca und Fara guten Wein produzierten, aber keine Vermarktungsplattform für ihre Produkte hatten. Am 5. November 1994 wurde daher die Denominazione di origine controllata (kurz DOC) Colline Novaresi benannt. Am 7. März 2014 wurde die Vorschrift zuletzt modifiziert.

## Anbau
Weine mit der Bezeichnung Colline Novaresi DOC dürfen nur in folgenden Gemeinden der Provinz Novara hergestellt werden: Barengo, Boca, Bogogno, Borgomanero, Briona, Cavaglietto, Cavaglio d’Agogna, Cavallirio, Cressa, Cureggio, Fara Novarese, Fontaneto d’Agogna, Gattico, Ghemme, Grignasco, Maggiora, Marano Ticino, Mezzomerico, Oleggio, Prato Sesia, Romagnano Sesia, Sizzano, Suno, Vaprio d’Agogna, Veruno und Agrate Conturbia.

## Erzeugung
In diesem Weinbaugebiet werden sortenreine Weißweine sowie verschnittene Rotweine hergestellt.
Es sind folgende Weintypen zugelassen, die bestimmte Anforderungen an die Rebsorten erfüllen müssen. Der Mindestanteil der jeweiligen Rebsorte ist vorgegeben – für den verbleibenden Anteil dürfen andere rote Rebsorten, die zum Anbau in der Provinz zugelassen sind, ergänzt werden.
Colline Novaresi Barbera
Der Rotwein wird zu mindestens 85 % aus der Rebsorte Barbera ausgebaut. Es wird auch ein Jungwein unter der Bezeichnung Novello angeboten.
Colline Novaresi Croatina
Der Rotwein wird zu mindestens 85 % aus der Rebsorte Croatina ausgebaut.
Colline Novaresi Nebbiolo
Der Rotwein wird zu mindestens 85 % aus der Rebsorte Nebbiolo (hier auch Spanna genannt) ausgebaut.
Colline Novaresi Rosso, Rosato oder Novello (=Jungwein)
Der Rotwein wird zu mindestens 50 % aus der Rebsorte Nebbiolo, zu max. 50 % aus anderen roten Rebsorten, die zum Anbau in der Provinz zugelassen sind.
Colline Novaresi Bonarda
Der Rotwein wird zu mindestens 85 % aus der Rebsorte Bonarda (hier auch Uva rara genannt) ausgebaut.
Colline Novaresi Vespolina
Der Rotwein wird zu mindestens 85 % aus der Rebsorte Vespolina ausgebaut.
Colline Novaresi Bianco
Der Weißwein wird zu 100 % aus der Rebsorte Erbaluce ausgebaut.
Im Jahr 2019 wurden innerhalb der Denomination 10.284 Hektoliter DOC-Wein erzeugt.

## Beschreibung
Laut Denomination (Auszug):

### Colline Novaresi Rosso
- Farbe: mehr oder weniger intensives Rot
- Geruch: intensiv
- Geschmack: harmonisch, voll
- Alkoholgehalt: mindestens 11,0 Vol.-%
- Säuregehalt: mind. 4,5 g/l
- Trockenextrakt: mind. 19,0 g/l

### Colline Novaresi Bianco
- Farbe: mehr oder weniger intensives Strohgelb
- Geruch: fein, zart
- Geschmack: leichtes Mandelaroma, bisweilen lebhaft
- Alkoholgehalt: mindestens 11,0 Vol.-%
- Säuregehalt: mind. 4,5 g/l
- Trockenextrakt: mind. 16,0 g/l